# Ara červenohlavý
Ara červenohlavý (Ara erythrocephala) je vyhynulý druh papouška z Jamajky, jehož existence je hypotetická. Jediné záznamy o tomto druhu pocházejí z dobových zpráv, jakékoli vzorky ptáka však scházejí a jedná se spíše o mytického tvora než o skutečný druh.

## Historie
Druh popsal ornitolog Philip Henry Gosse roku 1847, žádné vzorky ptáka nicméně nezískal. Popis byl založen na zprávách od důvěryhodného výzkumníka Richarda Hilla, nicméně ani on papouška zřejmě sám nepozoroval a informace získal pouze z doslechu. Zbarvení ptáka bylo podle popisu na hlavě červené, ramena, krk a spodní partie se pohybovaly v odstínech zelené, na křídlech barva přecházela do modré a ocas měl shora zbarvení šarlatové a modré. Spodní část křídel a ocasu dosahovala intenzivních oranžovo-žlutých odstínů. Papoušci údajně žili v horských oblastech jamajských farností Trelawny a Saint Ann až někdy do začátku 19. století, přičemž jejich vymizení bylo zapříčiněno lovem.

## Hypotetická existence
Existence ary červenohlavého je současnými ornitology, například australským odborníkem na papoušky Josephem Forshawem, spíše zamítána, i protože doboví vědci tento druh popsali bez jakýchkoli fyzických důkazů. Aru nevede ve svých databázích ani Mezinárodní svaz ochrany přírody (IUCN). Spolu s arou červenohlavým pocházejí z Jamajky dobové zprávy o až čtyřech druzích vymřelých papoušků z rodu ara, avšak existence pouze jednoho z těchto druhů, ary žlutočelého (A. gossei), je podepřena spolehlivějšími důkazy. Množství popisovaných druhů může být vysvětleno spíše fascinací tehdejších ornitologů nad vyhynulým tropickým ptactvem.